# Élections législatives liechtensteinoises de 2025
Les élections législatives liechtensteinoises de 2025 se déroulent le 9 février 2025 afin de renouveler les 25 sièges du Landtag, le parlement du Liechtenstein.
Les résultats voient la victoire de la coalition sortante, dirigée par Daniel Risch, composé de l'Union patriotique (VU) qui maintient ses dix députés, tandis que son partenaire, le Parti progressiste des citoyens (FBP) perd trois sièges pour n'en conserver que sept au Landtag. Le scrutin est marqué par la progression des Démocrates pour le Liechtenstein (DpL) qui triple sa représentation.
La tête de liste de la VU, Brigitte Haas, devient la première femme cheffe du gouvernement du pays, à la tête d'un gouvernement de coalition reconduit avec le FBP.

## Contexte

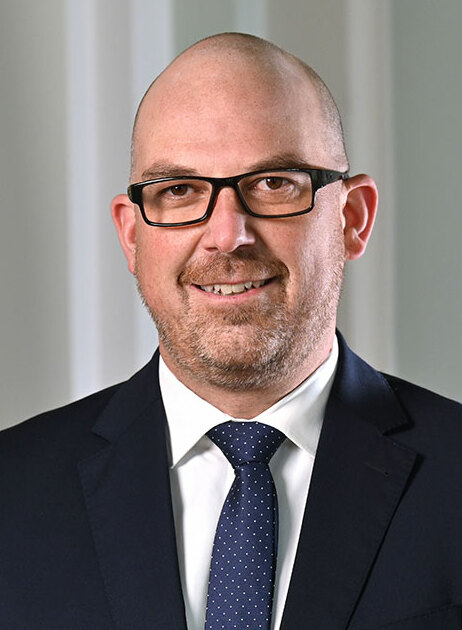
Daniel Risch

Les élections législatives de février 2021 voient la reconduction de la coalition gouvernementale sortante entre le Parti progressiste des citoyens (FBP) et l'Union patriotique (VU), chacun remportant dix sièges au Landtag. La tête de liste de la VU Daniel Risch devient le nouveau chef du gouvernement de la principauté en succédant à Adrian Hasler du FBP.
Le 12 mars 2024, le gouvernement fixe les élections législatives au 9 février 2025 conformément à l'article 47 de la Constitution.

## Système politique et électoral

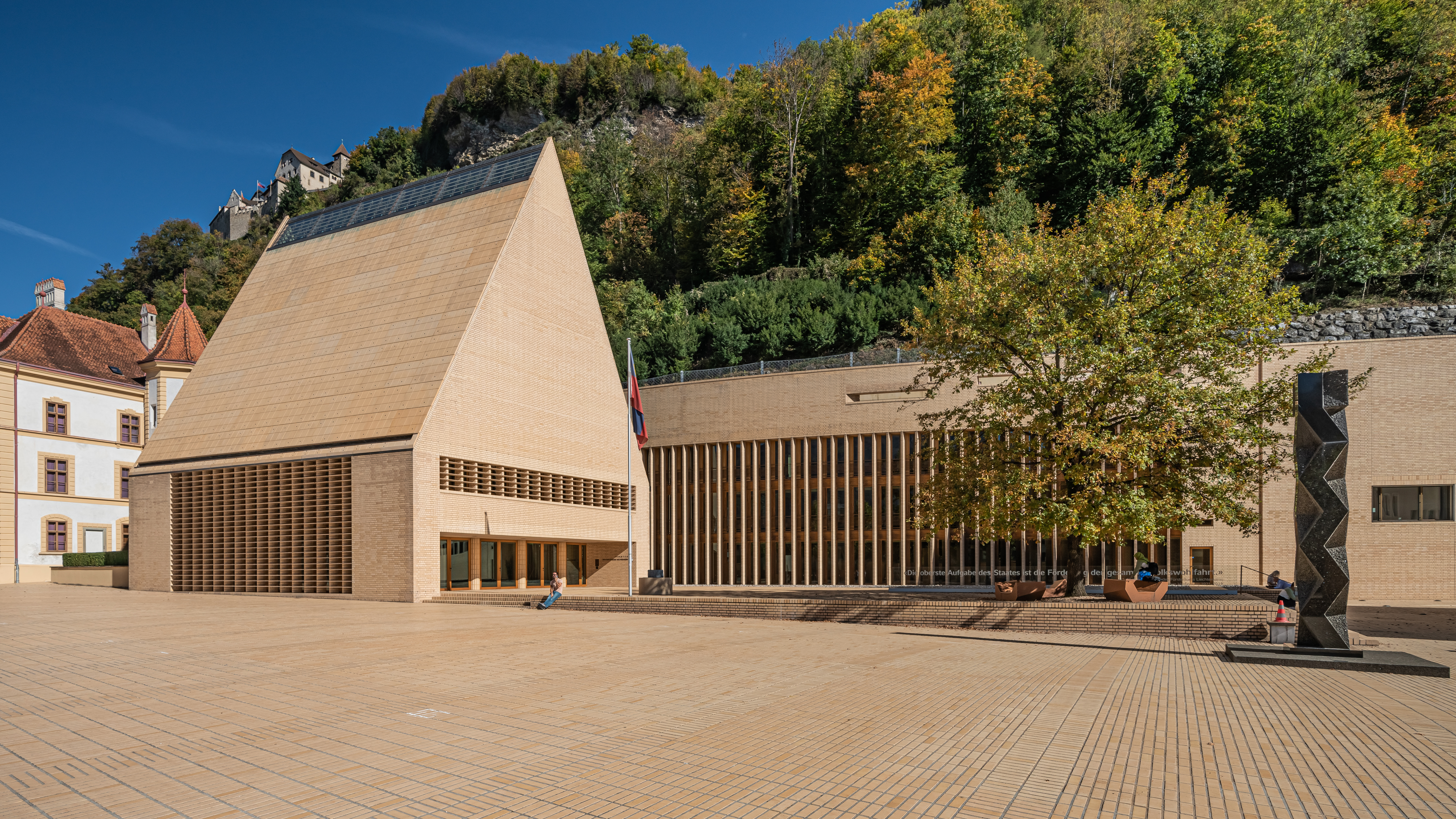
Le bâtiment du Landtag à Vaduz.

Le Liechtenstein est une principauté organisée sous la forme d'une monarchie constitutionnelle.
Le chef d'État est un prince, actuellement Hans-Adam II, qui possède des pouvoirs politiques importants, comprenant un droit de veto. Ces aspects de monarchie directe sont contrebalancés par des éléments de démocratie directe — initiative populaire et référendum — qui font du Liechtenstein le pays d'Europe où celle-ci est considérée comme étant la plus poussée.
Le parlement, appelé Landtag, détient le pouvoir législatif. Les 25 députés qui le composent sont élus pour quatre ans au sein de deux circonscriptions, l'Oberland et l'Unterland, comportant respectivement 15 et 10 sièges. Tous les sièges sont pourvus au scrutin proportionnel entre les listes de candidats ayant remporté au moins 8 % des suffrages exprimés au niveau national.
Les électeurs votent en cochant les noms des candidats parmi les différentes listes de noms proposés par les partis. Il y a autant de noms sur chaque liste et chaque citoyen dispose d'autant de votes que de sièges à pourvoir, et un vote pour un candidat équivaut à un vote pour son parti. La répartition proportionnelle se fait ensuite selon la méthode du plus fort reste, en appliquant le quotient dit de Hagenbach-Bischoff. Les sièges attribués aux partis sont ensuite répartis à ceux de leurs candidats ayant recueilli le plus de votes en leur nom.
Depuis 2001, le droit de vote s'acquiert à dix-huit ans. Le vote lui-même est obligatoire. Une amende pouvant atteindre jusqu'à 20 francs suisses frappe les abstentionnistes ne présentant pas une excuse valable (déplacement, maladie, etc.). En pratique, cette amende n'est pas exigée.

## Principaux partis en lice
- La Liste libre (centre gauche), fondée en 1985. Le parti se caractérise par une orientation sociale, démocratique et écologique.
- L'Union patriotique (démocrate-chrétien et libéral-conservateur), née de la fusion en 1936 du Parti social-chrétien du peuple et d'une partie du Service liechtensteinois pour la patrie. Plus libéral, le parti est favorable à une restriction des pouvoirs du prince de Liechtenstein pour tendre davantage vers une monarchie constitutionnelle, ainsi qu'à davantage de démocratie directe.
- Le Parti progressiste des citoyens (national-conservateur), fondé en 1918 en réaction à la formation du Parti social-chrétien du peuple, ancêtre de l'Union patriotique. Il défend une politique conservatrice, voire réactionnaire. Il est implanté dans les milieux agricoles et économiques et est bien ancré dans le clergé. Il s'agit du plus vieux parti liechtensteinois encore en activité.
- Les Démocrates pour le Liechtenstein, parti populiste de droite fondé en 2018 à la suite de l'expulsion d'Erich Hasler du parti Les Indépendants. Le parti s'est illustré pendant la législature précédente en lançant plusieurs référendums nationaux dont un en 2022 sur l'assurance maladie, un  second en 2024 contre le dossier e-santé, et un troisième en 2024 pour introduire l'élection au scrutin direct du gouvernement.

## Partis ne se présentant pas au suffrage des électeurs
- Le MIM communique en date du 4 décembre 2024 ne présenter aucun[5] candidat pour les élections législatives de 2025 et rappelle sa volonté de peser de manière indépendante sur la politique et ce, en dehors de structure politique formelle (« unabhängig von formellen politischen Strukturen »).
- Les Indépendants ne déposent aucune candidature avant le 6 décembre, délai fixé par les autorités[6].

## Sondages
| Institut            | Date             | Échantillon | FL      | VU      | MIM     | FBP     | DPL     | DU     | Autres |
| ------------------- | ---------------- | ----------- | ------- | ------- | ------- | ------- | ------- | ------ | ------ |
| Institut            | Date             | Échantillon |         |         |         |         |         |        |        |
| DemoSCOPE           | 16 décembre 2024 | 1 214       | 12,0 %  | 34,0 %  | -       | 33,0 %  | 17,0 %  | -      | 1,0 %  |
| DemoSCOPE           | 22 octobre 2024  | 1 229       | 9,0 %   | 31,0 %  | -       | 31,0 %  | 17,0 %  | -      | 1,0 %  |
| DemoSCOPE           | 3 juillet 2024   | 1 188       | 14,0 %  | 25,0 %  | -       | 24,0 %  | 23,0 %  | -      | 1,0 %  |
| Vaterland           | 13 juillet 2023  | 4 638       | 5,17 %  | 14,7 %  | 14,75 % | 16,19 % | 41,76 % | 0,71 % | -      |
| Dernières élections | 7 février 2021   | 15 901      | 12,86 % | 35,89 % | -       | 35,88 % | 11,14 % | 4,23 % | -      |

## Résultats
L'ensemble des voix en faveur des candidats d'un parti sont comptabilisés comme suffrages pour ce parti, ce qui porte leur nombre à un total bien supérieur au nombre d'électeurs.

### Résultats nationaux
|                           |                                        |         |       |       |        |               |  |  |  |
| Parti                     | Parti                                  | Voix    | %     | +/-   | Sièges | +/-           |  |  |  |
|                           | Union patriotique (VU)                 | 79 478  | 38,32 | 2,43  | 10     | en stagnation |  |  |  |
|                           | Parti progressiste des citoyens (FBP)  | 56 983  | 27,48 | 8,40  | 7      | 3             |  |  |  |
|                           | Démocrates pour le Liechtenstein (DpL) | 48 370  | 23,32 | 12,18 | 6      | 4             |  |  |  |
|                           | Liste libre (FL)                       | 22 549  | 10,87 | 1,99  | 2      | 1             |  |  |  |
| Total des voix            | Total des voix                         | 207 380 | 100   |       |        |               |  |  |  |
|                           |                                        |         |       |       |        |               |  |  |  |
| Votes valides             | Votes valides                          | 15 748  | 97,38 |       |        |               |  |  |  |
| Votes blancs et invalides | Votes blancs et invalides              | 423     | 2,62  |       |        |               |  |  |  |
| Total                     | Total                                  | 16 171  | 100   | –     | 25     | en stagnation |  |  |  |
| Abstentions               | Abstentions                            | 5 012   | 23,66 |       |        |               |  |  |  |
| Inscrits/Participation    | Inscrits/Participation                 | 21 183  | 76,34 |       |        |               |  |  |  |

### Résultats par circonscription
|            |            |          |          |          |          |               |           |           |           |           |               |       |       |  |
| Parti      | Parti      | Oberland | Oberland | Oberland | Oberland | Oberland      | Unterland | Unterland | Unterland | Unterland | Unterland     | Total | Total |  |
| Parti      | Parti      | Voix     | %        | +/-      | S        | +/-           | Voix      | %         | +/-       | S         | +/-           | Total | Total |  |
|            | VU         | 58 725   | 39,23    | 2,33     | 6        | en stagnation | 20 753    | 35,98     | 2,78      | 4         | en stagnation | 10    |       |  |
|            | FBP        | 38 352   | 25,62    | 9,11     | 4        | 2             | 18 631    | 32,30     | 6,57      | 3         | 1             | 7     |       |  |
|            | DpL        | 35 695   | 23,84    | 14,19    | 4        | 3             | 12 675    | 21,97     | 6,90      | 2         | 1             | 6     |       |  |
|            | FL         | 16 928   | 11,31    | 2,37     | 1        | 1             | 5 621     | 9,74      | 0,97      | 1         | en stagnation | 2     |       |  |
| Total      | Total      | 149 700  | 100      |          |          |               | 57 680    | 100       |           |           |               |       |       |  |
|            |            |          |          |          |          |               |           |           |           |           |               |       |       |  |
| Val.       | Val.       | 10 263   | 100      | –        | 15       | en stagnation | 5 908     | 100       | –         | 10        | en stagnation | 25    |       |  |
| Abst       | Abst       | 3 264    | 24,13    |          |          |               | 1 748     | 22,83     |           |           |               |       |       |  |
| Ins./Part. | Ins./Part. | 13 527   | 75,87    | 7 656    | 77,17    |               |           |           |           |           |               |       |       |  |

## Conséquences
Après le scrutin, la VU invite le FBP à entamer des négociations en vue d'une nouvelle coalition gouvernementale, ce que ce dernier accepte,. Le DpL exprime également son désir d'entamer des négociations en vue d'entrer au gouvernement. La session d'ouverture du Landtag pour élire le nouvel exécutif est initialement prévue pour le 20 mars, mais est reportée au 10 avril.
Le 4 avril, la VU et le FBP décide de reconduire leur coalition qui entre en fonction le 10 avril sous la direction de Brigitte Haas, devenant la première femme à accéder à la fonction de cheffe du gouvernement du Liechtenstein dans l'histoire du pays,. Le nouvel exécutif obtient la confiance du Landtag par 17 voix sur les 25 députés, tandis que l'élection de Brigitte Haas est confirmée par 18 voix.